# انگلاش دونسکو
انگلاش دونسکو (انگلیسی: Anghelache Donescu؛ زادهٔ ۱۸ اکتبر ۱۹۴۵) ورزشکار اهل رومانی است.